# KPFA
KPFA - „Community Powered Radio“ ist eine US-Radiostation in Berkeley, Kalifornien. Sie gehört zum freien Pacifica Radio Network. Die Station sendet auf Ultrakurzwelle (UKW) 94.1 MHz mit 59 kW.
Der Hörfunksender ging 1949 als erste Station des Pacifica Radio Network auf Sendung und strahlt heute eine Mischung aus regionalen und internationalen Nachrichten, Themen der Community in Berkeley und Musikprogrammen aus. Bei ihm arbeiten überwiegend unbezahlte Freiwillige, sog. „community volunteers“. Eigentümer und Betreiber ist die Pacifica Foundation.

## Angeschlossene Stationen
Die Schwester-Stationen von KPFA sind: WBAI in New York, KPFT in Houston (Texas), KPFK in Los Angeles (Kalifornien) und WPFW in Washington.
KPFA wird auch über zwei Relays ausgestrahlt:
- KPFA-FM2 in Bonny Doon
- KPFA-3 in Oakley, Kalifornien[3]
- KPFB auf 89,3 MHz ist eine schwächere Station ebenfalls in Berkeley, die Bereiche abdeckt, die KPFA nicht erreichen kann.

Koordinaten: 37° 51′ 54″ N, 122° 13′ 15,6″ W
KPFA wird gerebroadcasted von:
- KFCF in Fresno
- KZFR in Chico, beide jeweils in Kalifornien